# MASINT geofisica
La MASINT geofisica è una branca della MASINT che si occupa di fenomeni trasmessi attraverso l'ambiente terrestre (suolo, acqua, atmosfera) e manufatti e comprende suoni emessi o riflessi, onde di pressione, vibrazioni e disturbi del campo magnetico o della ionosfera.
Secondo lo United States Department of Defense, la MASINT è intelligence di derivazione tecnica (ad esclusione di IMINT e SIGINT) che —quando viene raccolta, trattata ed analizzata da sistemi specializzati MASINT— dà luogo ad intelligence che scopre, traccia, identifica o descrive le "impronte" (caratteristiche distintive) di sorgenti-bersaglio fisse o dinamiche. La MASINT fu riconosciuta come disciplina formale di intelligence nel 1986.
Un altro modo di descrivere la MASINT è una disciplina "non-letterale". Trae linfa dai sottoprodotti emissivi non intenzionali dell'obiettivo (o "bersaglio" che dir si voglia), le "piste" - quelle spettroscopiche, chimiche o RF che un oggetto lascia alle proprie spalle. Tali piste formano impronte distinte, che possono essere sfruttate come "affidabili discriminanti per caratterizzare eventi specifici o scoprire obiettivi nascosti."
Come avviene per altre branche della MASINT, tecniche specifiche possono sovrapporsi in apparente contraddizione alla tradizionale ripartizione elaborata dal Center for MASINT Studies and Research, che suddivide appunto l'ambito MASINT in sei discipline concettuali:
1. Elettro-ottica
2. Nucleare
3. Geofisica
4. Radar
5. Materiale
6. Radiofrequenza.

## Requisiti Militari
I sensori geofisici hanno una lunga storia sia in campo militare convenzionale che nelle applicazioni commerciali, dalle previsioni del tempo per la navigazione marina, alla ricerca del pesce per l'industria della pesca, fino alla verifica di sensori nucleari. Nuove sfide, comunque, continuano ad emergere.
Nelle forze armate delle nazioni più avanzate, contrariamente che in altri sistemi militari convenzionali, c'è l'assunzione che se un bersaglio può essere individuato, allora esso può essere distrutto. Come risultato, occultamento ed elusione sono diventati attualmente di elevata criticità. Ad esempio, i velivoli "Stealth" per la sorveglianza a bassa quota hanno acquisito molta attenzione, visto che una nuova concezione della superficie dell'aeromobile ne provoca una caratteristica riduzione della rilevabilità.
Ovviamente, i fautori dei sottomarini si vantano di avere inventato loro la bassa rilevabilità, e che gli altri stanno semplicemente imparando da loro. Essi sanno che muovendosi in modo estremamente silenzioso, e nascondendosi tra strutture e formazioni naturali, li rende molto difficili da scoprire.
Due famiglie di applicazioni militari, tra le altre, rappresentano nuove sfide su cui provare la validità della MASINT geofisica. Vedi anche Sensori Non presidiati su Suolo.

### Strutture interrate in profondità
Per una nazione, uno dei modi più semplici per proteggere le armi di distruzione di massa, gli edifici di comando, ed altre strutture critiche, consiste nell'interrarle in profondità, ad esempio allargando caverne naturali o miniere in disuso. L'interramento in profondità non è solo un metodo di protezione contro gli attacchi fisici, visto che comunque anche senza dover usare armi nucleari, esistono bombe a penetrazione profonda con guida di precisione che possono effettuare un attacco efficace contro queste strutture interrate. Con un appropriato occultamento durante la costruzione, l'interramento profondo è un sistema per evitare il rilevamento, da parte del nemico, della posizione del fabbricato, in modo sufficientemente preciso, con il rischio di essere bersaglio delle bombe di precisione.
Trovare strutture interrate in profondità, comunque, è un requisito militare critico..
Usualmente, il primo passo per scoprire strutture profonde è la IMINT, in special modo utilizzando sensori IMINT iperspettrali così da eliminare gli effetti dell'occultamento. "Le immagini iperspettrali possono aiutare a rivelare informazioni non altrimenti ottenibili attraverso altre forme di intelligence su immagini standard, quali ad esempio il contenuto di umidità del suolo. Questi dati possono inoltre aiutare a distinguere la presenza di reti con intrecciato fogliame naturale per il camuffamento." Comunque, un fabbricato scavato sotto a una frenetica città sarebbe estremamente arduo da scoprire durante la sua costruzione. Quando il nemico ha il sospetto che esista un fabbricato interrato profondamente, ci possono essere una varietà di esche e richiami per sviare le ricerche, come ad esempio sorgenti di calore interrate con lo scopo di confondere i sensori all'infrarosso, oppure semplicemente scavando buche e coprendole, lasciandole vuote.
La MASINT che usa sensori acustici, sismici e magnetici, sembrerebbe dare promesse, ma in pratica si scopre che questi sensori, per lavorare efficacemente, devono essere abbastanza vicini al bersaglio. Il Rilevamento di Anomalie Magnetiche (Magnetic Anomaly Detection - MAD) è utilizzato, in acqua, per attività anti-sottomarino, per la localizzazione finale prima dell'attacco. L'esistenza del sottomarino è usualmente stabilita grossolanamente attraverso l'ascolto passivo, e in seguito la sua posizione viene rifinita con sensori passivi direzionali e sonar a rilevazione attiva.
Allorquando questi sensori, come anche la HUMINT e altre discipline, falliscono, c'è una speranza, per controllare vaste aree per cercare fabbricati occultati profondamente, nell'uso di sensori gravitimetrici. I sensori di gravità costituiscono un nuovo campo, ma le richieste in campo militare lo stanno rendendo importante, mentre la tecnologia per realizzarlo sta diventando appetibile.

### Operazioni Navali in Bassi Fondali
Specialmente nelle odierne operazioni navali in "acque verdi" (ricche di alghe) e "acque marroni" (fangose), le marine militari guardano alle soluzioni di MASINT per approcciarsi a nuove possibilità di operare in aree costiere e litorali.
In questo simposio, si è giunti alla conclusione che vi sono cinque aree utili a cui guardare, e che risultano interessanti in contrasto con le categorie di MASINT generalmente accettate: acustica e geologia (comprendendo geodesica, sedimenti e spostamenti di masse), rilevazione nano-acustica (biologia, ottica, chimica), oceanografia fisica, meteorologia costiera, e rilevamento elettromagnetico.
Sebbene sia inverosimile che mai ci sarà uno sbarco su una spiaggia fortificata, sullo stile di quanto accaduto nella Seconda Guerra Mondiale, un altro aspetto caratteristico dei litorali è la capacità di reazione del nemico ad eventuali attacchi anfibi. Rilevare mine presenti sulla spiaggia o sui bassi fondali rimane una sfida, visto che la minatura rimane una mortale "arma dei poveri".
Mentre gli sbarchi iniziali da forze in mare avverrebbero da elicotteri, o da aeromobili con rotori snodati, o con veicoli a cuscino d'aria, che portano sulla riva gli equipaggiamenti più voluminosi, in ogni caso poi, imbarcazioni da sbarco tradizionali, oppure ponti rialzati trasportabili, o altri sistemi saranno necessari per portare gli equipaggiamenti più pesanti sulla spiaggia. Le basse profondità e gli ostacoli naturali sottomarini possono impedire l'accesso alla spiaggia, alla stregua delle mine per bassi fondali. Radar "Synthetic Aperture" (SAR), laser aviotrasportati per rilevamento e misurazione (LIDAR), e l'uso della bioluminescenza, per rilevare le deboli tracce attorno agli ostacoli sottomarini, possono in combinazione risolvere questa sfida.
Lo spostamento dal mare verso la spiaggia e l'attraversamento di quest'ultima hanno le loro difficoltà. Veicoli pilotati da remoto possono essere in grado di creare una mappa di passaggi per lo sbarco, ed essi, allo stesso modo della LIDAR e delle immagini multispettrali, possono rilevare i bassi fondali. Una volta sulla spiaggia, il suolo deve avere una consistenza tale da sopportare equipaggiamenti pesanti. Qui vi sono tecniche che includono la stima del tipo di suolo a partire da immagini multispettrali, oppure dai dati forniti da un penetrometro sganciato in volo, che misurano effettivamente la capacità di portare peso della superficie.

## MASINT per l'Intelligence sulla Meteorologia e il Mare
La scienza e l'arte delle previsioni meteorologiche, ha usato le idee relative a misurazioni e marcatori, molto tempo prima che ci fosse nessun tipo di sensore elettronico. I comandanti dei velieri avevano niente più che "sofisticati" strumenti quali un dito bagnato alzato al vento, e lo sbattere delle vele.
Le informazioni meteorologiche, nel normale svolgimento di operazioni militari, hanno un importante effetto sugli sviluppi tattici. Venti forti e basse pressioni atmosferiche possono disturbare le traiettorie dell'artiglieria. Alte oppure basse temperature richiedono che, sia le persone che i mezzi, siano attrezzati con protezioni speciali. Alcuni aspetti del clima comunque, possono essere misurati e comparati con i marcatori, per confermare o respingere le conclusioni a cui si giunge analizzando altri sensori.
Lo stato dell'arte in questo campo, consiste nel fondere dati meteorologici, oceanografici ed acustici, in una varietà di metodi di esposizione dei risultati..

### Predizione del Clima basata su Misurazioni e marcatori
Mentre gli antichi navigatori non avevano altri sensori oltre ai cinque sensi, i meteorologi moderni possiedono una vasta tipologia di dispositivi per la misurazione di grandezze geofisiche ed elettro-ottiche, operanti su piattaforme che vanno dal fondo del mare fino allo spazio profondo. Le previsioni basate su queste misurazioni sono basate sui marcatori di eventi meteorologici avvenuti in passato, su una profonda comprensione delle teorie sul clima, e sui modelli computazionali climatici.
Le previsioni meteorologiche possono fornire un'intelligence con importanti connotazioni negative, nel senso che, quando i marcatori relativi a un particolare sistema di combattimento sono tali per cui essi possono operare esclusivamente in presenza di determinate condizioni meteorologiche, si può arrivare al blocco dell'attività prevista. Il clima è sempre stato, da tempo, una parte estremamente critica delle moderne operazioni militari, come si verificò ad esempio nella Seconda Guerra Mondiale, riguardo alla decisione di sbarcare in Normandia il 6 giugno 1944 invece che il 5 giugno, causata dalla fiducia di Dwight D. Eisenhower nel capo dello suo staff meteorologico, il Capitano di Gruppo James Martin Stagg. È difficilmente comprensibile il fatto che un oggetto così veloce come un veicolo di rientro per missile balistico, oppure così intelligente come un proiettile guidato di precisione, possano essere disturbati dai venti che soffiano nell'area del bersaglio.
Come esempio di Sensore Non presidiato per Suolo, vedi.
La Stazione meteorologica remota in miniatura (Remote Miniature Weather Station - RMWS), dell'azienda "System Innovations", è una versione sganciabile da velivolo contenente un sistema leggero, modulare ed espandibile avente due componenti: un sensore meteorologico (MET) e un misuratore della quota massima delle nubi con MET di capacità limitate. IL MET principale va posizionato su una superficie e misura velocità e direzione del vento, visibilità orizzontale, pressione atmosferica, temperatura dell'aria e umidità relativa. L'altro misuratore determina l'altezza delle nubi e la loro stratificazione. Il sistema fornisce dati quasi in tempo-reale e ha autonomia per operare fino a 60 giorni, 24 ore su 24. La RMWS può essere anche in dotazione al personale meteorologico in combattimento, appartenente al "US Air Force Special Operations".

La versione portatile, trasportata da meteorologi in assetto da combattimento, ha una funzione addizionale, cioè come misuratore remoto di nubi in miniatura. Progettato per misurare le quote altimetriche di strati multipli di nubi, per poi inviare i dati al display dell'operatore, tramite un collegamento di comunicazione satellitare, il sistema impiega un laser al Neodimio (Neodimium YAG - NdYAG) della potenza di 4 MegaWatt - pericoloso per la vista. Secondo quanto riportato da un meteorologo, "Dobbiamo prestare attenzione ad esso", diceva. "Se lo lasciamo lì fuori, praticamente siamo preoccupati che la popolazione civile ci si avvicini e ci metta le mani, attivandone il laser, ed ecco che a qualcuno parte un occhio. Ci sono due differenti unità di RMWS. Una ha il laser e l'altra no. La differenza principale è che quello con il laser arriva a darti la quota delle nubi."

### Sensori Idrografici
La MASINT Idrografica è leggermente diversa dalla MASINT Climatologica, in quanto essa considera dei fattori, quali la temperatura e la salinità dell'acqua, le attività biologiche marine, e altri fattori che hanno effetti importanti sui sensori e le armi utilizzate nei bassi fondali. Gli equipaggiamenti "ASW", e in particolare le loro prestazioni di tipo acustico, dipendono dalla stagione in cui, ad un certo periodo, si trova la zona costiera specifica. Le condizioni della colonna d'acqua, come temperatura, salinità e torbidità, sono molto più variabili nei bassi fondali in prossimità del litorale che non le acque profonde del mare aperto. La profondità dell'acqua influenza le condizioni di rimbalzo acustico del fondale, come anche il materiale di cui è composto lo stesso fondale. Le condizioni della colonna d'acqua in base alla stagione, in particolare estate da una parte e inverno dall'altra, sono intrinsecamente più variabili in bassi fondali che non nelle acque profonde.
Mentre grande attenzione viene data ai bassi fondali del litorale, altre aree possiedono caratteristiche idrografiche rimarchevoli:
- aree regionali con vortici di acqua fredda
- fronti di acqua con differente salinità in oceano aperto
- vicinanza di banchi di ghiaccio
- al di sotto di uno strato di ghiaccio

Un membro di un'organizzazione di sviluppo tattico sottomarino, ha osservato che, "I vortici di acqua fredda esistono in molte aree del mondo. Come risulta dalla nostra recente esperienza nel Golfo del Messico, usando un Sistema di Monitoraggio Oceanografico Tattico (Tactical Oceanographic Monitoring System - TOMS), si riscontrano dei flussi in superficie molto separati tra loro, che rendono inaffidabili i dati forniti dal sonar dedicato alle previsioni meteo, facente parte del Programma di Missione per la Flotta Sottomarina (Submarine Fleet Mission Program Library - SFMPL). Invece, una serie di dati bati-termici accurati è di importanza capitale, ed è propedeutica per ottenere previsioni accurate tramite il sonar."

#### Temperatura e Salinità
Un elemento critico per la predizione del suono, richiesto dai sistemi MASINT, sia attivi che passivi, che operano in acqua, è la conoscenza della temperatura e della salinità a specifiche profondità. Velivoli antisottomarino, navi e sottomarini, possono rilasciare sensori autonomi che misurano la temperatura dell'acqua a diverse profondità. La temperatura dell'acqua ha un'importanza critica nel rilevamento acustico, dato che i cambiamenti sulle superfici termocline possono agire come barriere o strati resistenti alla propagazione acustica. Per cacciare un sottomarino, che è a conoscenza della temperatura dell'acqua intorno, il cacciatore deve calare una serie di sensori acustici al di sotto della superficie termoclina afferente al sottomarino.
La conduttività dell'acqua è sfruttata come un marcatore affine alla salinità. Il software sviluppato attualmente e più aggiornato, comunque, non fornisce informazioni sul materiale in sospensione nell'acqua oppure sulle caratteristiche del fondale, entrambi considerati critici nelle operazioni in bassi fondali.
La Marina degli Stati Uniti esegue questa operazione calando delle sonde espandibili, che trasmettono poi a un registratore, un cimelio degli anni 1978-1980, l'AN/BQH-7 per i sottomarini, e l'AN/BQH-71 per le navi in superficie. Mentre la riprogettazione effettuata negli ultimi anni settanta introdusse una parte di logica digitale, il dispositivo contiene ancora dei registratori analogici di difficoltosa manutenzione, e questo aspetto divenne critico nel 1995. Fu iniziato un progetto per estendere il dispositivo con componenti COTS, risultando nel dispositivo AN/BQH-7/7A EC-3.
Le variabili analizzate nella selezione della sonda appropriata includono:
- Profondità massima sondata
- Velocità del vascello che esegue il lancio della sonda
- Risoluzione verticale, intesa come minima distanza misurabile tra i punti di analisi
- Accuratezza nella misura della profondità, intesa come massimo errore percentuale

#### Biomassa
I grandi banchi di pesce contengono abbastanza aria, intrappolata al loro interno, da occultare il fondo marino, come pure strutture e veicoli sottomarini realizzati dall'uomo. I dispositivi per la ricerca del pesce, sviluppati per la pesca commerciale e ricreativa, sono dei sonar specializzati che possono identificare riflessioni acustiche tra la superficie e il fondale. Varianti militari a questi dispositivi sono necessarie, specialmente nelle aree litoranee ricche di forme di vita marine.

#### Misure sul fondale marino
Una varietà di sensori possono essere usati per caratterizzare il fondale marino, composto ad esempio da fanghiglia, sabbia e sassi. I sensori acustici attivi sono i più usati, ma si possono ottenere altre informazioni dai sensori gravitimetrici, elettro-ottici e dai sensori radar, registrando l'interferenza con la superficie dell'acqua, ecc.
I sonar semplici, come ad esempio i risuonatori di eco, possono essere potenziati a sistemi di classificazione del fondale marino, attraverso moduli addizionali, che convertono i parametri dell'eco in valutazione del tipo di sedimento. Esistono diversi algoritmi di analisi per fare ciò, ma essi sono tutti basati sui cambiamenti nell'energia e nella forma dei suoni, emessi dal risuonatore, che vengono riflessi dal fondale.
I sonar a scansione laterale possono essere usati per derivare le mappe della topografia di un'area, spostando il sonar attraverso di essa, appena al di sopra del fondale. I sonar multi-fascio montati sullo scafo, non sono così precisi come quelli vicino al fondale, comunque entrambi possono fornire una visualizzazione tridimensionale ragionevole.
Un altro approccio consiste nell'effettuare una più potente analisi dei segnali provenienti dai sensori militari già esistenti.
Il Laboratorio di Ricerche Navali degli Stati Uniti ha dimostrato entrambe le soluzioni per caratterizzare il fondale, così come del sottofondale. I sensori usati, nelle differenti dimostrazioni, includevano i fasci a incidenza normale provenienti da: misuratore di profondità AM/UQN-4 montato su una nave in superficie; misuratore di profondità AN/BQN-17 montato su un sottomarino; dispersione posteriore proveniente dal sonar multi-fascio commerciale Kongsberg EM-121; misuratore di profondità AN/UQN-4 per navi dedicate a operazioni di contromisura alle mine; sistema di caccia-mine AN/AQS-20. Tutti questi hanno prodotto il grafico "Caratterizzazione del Fondale e del Sottofondale".

### Effetti del clima sulla propagazione delle emissioni chimiche, biologiche e radiologiche delle armi
Uno dei miglioramenti nel veicolo di ricognizione nucleare-batteriologico-chimico "Fuchs 2" è stata l'aggiunta a bordo di strumentazione meteorologica, per la rilevazione di dati quali direzione e velocità del vento, temperatura dell'aria e del suolo, pressione barometrica e umidità.

## MASINT Acustica
Essa comprende la raccolta di suoni, emessi o riflessi, attivi o passivi, onde di pressione, o vibrazioni, nell'atmosfera (ACOUSTINT) o nell'acqua (ACINT), oppure trasmessa attraverso il terreno. Andando parecchio indietro nel tempo, nel Medioevo, gli ingegneri militari ascoltavano poggiando l'orecchio a terra, per captare suoni rivelatori di escavazioni sotto le fortificazioni.
Ai giorni nostri, i sensori acustici furono inizialmente usati in aria, come per la valutazione della distanza dell'artiglieria nemica nella Prima guerra mondiale. Gli idrofoni passivi furono usati dalle Forze Alleate durante la Prima Guerra Mondiale, contro i sottomarini tedeschi; un UC-3 fu affondato con l'aiuto di un idrofono il 23 aprile 1916. Dato che i sottomarini in immersione non possono utilizzare il radar, i sistemi acustici, attivi o passivi, divengono i loro sensori primari. Specialmente per quanto riguarda i sensori passivi, gli addetti ai sensori acustici dei sottomarini devono avere a disposizione una vasta libreria di marcatori al fine di identificare la sorgente del suono.
In bassi fondali, per i sensori acustici convenzionali ci sono difficoltà tali per cui possono essere richiesti sensori MASINT addizionali. Due sono i fattori confondenti:
- Interazioni limitative. Gli effetti del fondale marino e della superficie del mare, sui sistemi acustici in bassi fondali, sono altamente complessi, rendendo difficoltosa la predizione delle distanze. La degradazione su cammini multipli dei segnali, interessa la figura di merito generale e la classificazione dinamica. Di conseguenza, sono frequenti casi di identificazione falsata del bersaglio.
- Limitazioni pratiche. Un altro elemento chiave è la dipendenza della misura della distanza, dalla propagazione e dalla riverberazione dei bassi fondali. Per esempio, i bassi fondali limitano la profondità di schiere di sensori per la rilevazione del suono poste su torri, aumentando così il rischio che il sistema rilevi il suo proprio rumore. In più, il ravvicinamento della spaziatura tra le navi incrementa l'eventualità di effetti di interferenza mutua. Si ritiene che, nelle operazioni navali nei bassi fondali, si renderanno necessari sensori nanoacustici, per avere ragione dei disturbi magnetici, ottici, di bioluminescenza, chimici e idrodinamici.[6]

### Localizzazione e Misura della Distanza di Contro-batterie e Contro-cecchini
Sebbene ora sia principalmente di solo interesse storico, una delle prime applicazioni delle MASINT acustica e ottica furono la localizzazione dell'artiglieria nemica sfruttando il suono e il bagliore dei loro scoppi, una tecnica di cui furono pionieri le Forze Armate Canadesi agli ordini del generale Arthur Currie, con Andrew McNaughton in un ruolo chiave nel suo staff. La combinazione di misura tramite il suono (cioè la MASINT acustica) e tramite i bagliori (cioè, prima delle moderne tecnologie optoelettroniche), forniva informazioni senza precedenti per l'epoca, sia per accuratezza che per tempismo. Le posizioni dei cannoni nemici venivano localizzate entro un limite tra i 25 e i 100 metri, con il risultato ottenuto in tre minuti o meno.

#### Primi Sistemi Acustici nella Contro-batteria nella Prima Guerra Mondiale

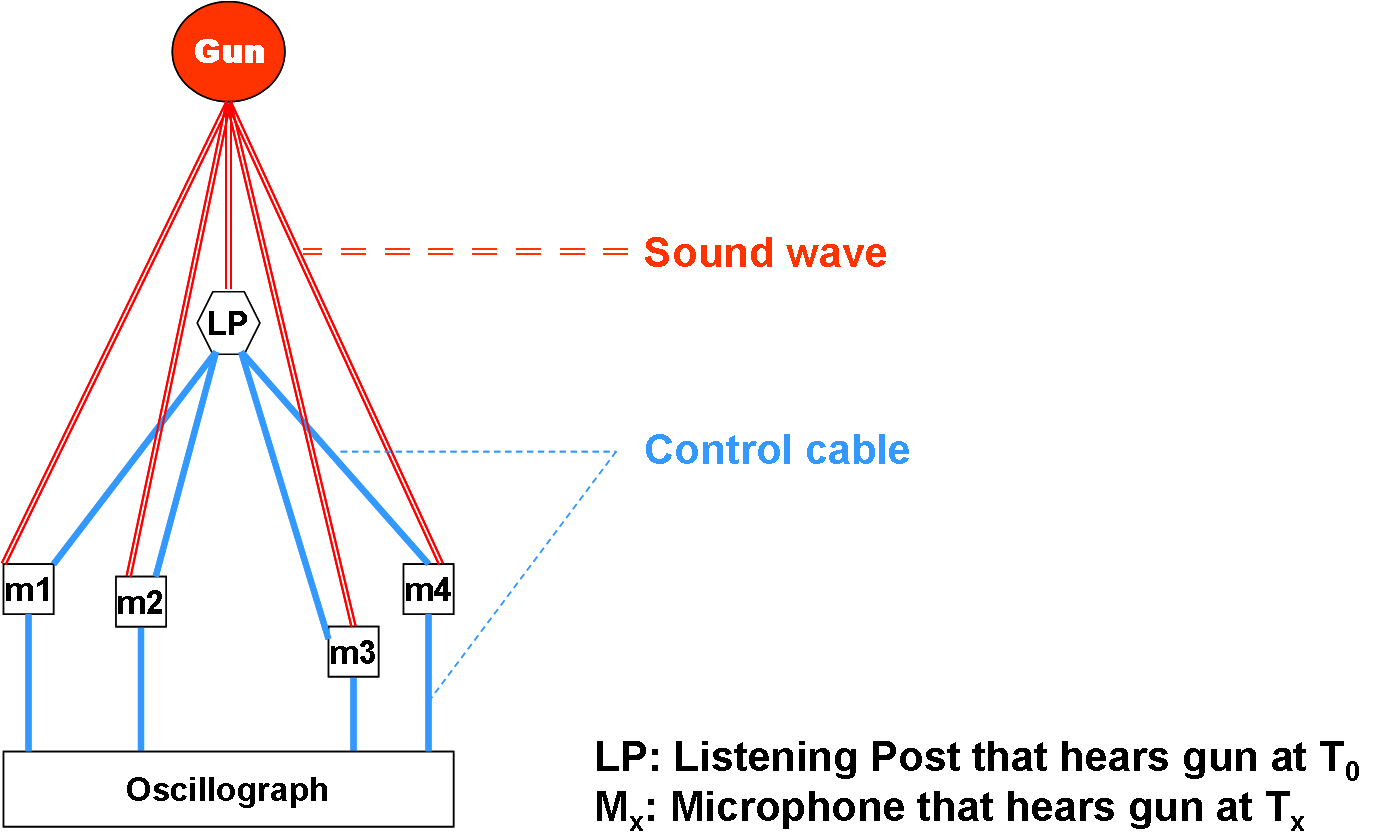
Misurazione delle Distanze tramite Suono

Nel grafico "Misurazione tramite Suono", la Postazione d'Ascolto (Listening Post - LP), che si trova molto anteposta alle stazioni microfoniche (microphone stations - MS), invia un segnale elettrico a queste ultime quando l'operatore nella LP udisce il suono del cannone al tempo T0. Sia manualmente o elettricamente, ogni MSx invia un impulso di avvio ad un oscillografo. L'addetto all'oscillografo può quindi calcolare un tempo di arrivo Ax, che è la differenza tra T0 e TMx. Senza l'aiuto di un computer, la distanza deve essere calcolata a mano. La posizione delle Postazioni d'ascolto e delle Stazioni microfoniche è nota con precisione. Ogni Ax può essere resa su un grafico come un'iperbole. La posizione in cui gli asintoti dell'iperbole si intersecano, è la posizione in cui si presume che il cannone sia localizzato.
Mentre la misura di distanze tramite il suono è una tecnica basata sul tempo di arrivo, ed è non dissimile da quella dei moderni sensori multistatici, la misura tramite i bagliori era realizzata con il teodolite, mettendo in relazione la posizione delle luci con la mappatura geografica della posizione del posto di osservazione dei bagliori. La posizione del cannone era quindi determinata goniometricamente, e corrispondeva a dove le tracce segnate sulla mappa si intersecavano. Oggi, questo tipo di misurazione sarebbe denominato MASINT elettro-ottica.
Il rilevamento dell'artiglieria tramite suono e luci rimase in uso durante la Seconda Guerra Mondiale e nel dopoguerra, fino a che i radar trasportabili contro-batteria, essi stessi sensori di tipo MASINT radar, furono disponibili. Queste tecniche prima anticiparono, e poi ne furono parallele, la ricerca tramite direzionamento radio nella SIGINT, che inizialmente fu goniometrica per ottenere il solo posizionamento, mentre ora, con la precisa sincronizzazione temporale fornita dal sistema GPS, è spesso in grado inoltre di predire il tempo-di-arrivo.
Se l'osservazione veniva svolta di notte, il capo-cannoniere Canadese poteva comparare suono e bagliore, mentre durante il giorno solo il suono era disponibile. Le unità Canadesi dovevano inoltre stimare vento, temperatura e pressione barometrica sulla traiettoria verso l'artiglieria Tedesca, per poi calcolare, manualmente - e in fretta -, gli ordini di esecuzione di sparo. Le tempistiche ottimali risultavano nell'ordine di tre minuti.

#### Moderni Localizzatori Acustici di Artiglieria
Le posizioni dell'artiglieria sono oggi localizzate principalmente con i radar contrartiglieria, ad esempio il US AN/TPQ-37, così come con la IMINT. La SIGINT può anche fornire tracce sulla posizione, sia con la COMINT per gli ordini di sparo, che con la ELINT per quanto riguarda i radar meteorologici. Ancora comunque c'è un rinnovato interesse sia per la MASINT acustica che per la MASINT elettro-ottica, con i Sensori Tattici Contrartiglieria, per dare un complemento ai radar contrartiglieria.
I sensori acustici hanno percorso una lunga strada dai tempi della Prima Guerra Mondiale. Tipicamente, i sensori acustici fanno parte di un sistema combinato, in cui esso fornisce uno spunto tattico iniziale per i sensori radar o elettro-ottici, di maggior precisione ma con un più ristretto campo di visione.

##### HALO
Il sistema Inglese di localizzazione dell'artiglieria nemica (Hostile Artillery LOcating system - HALO) è in servizio all'Esercito Inglese dal 2002. HALO non è così preciso come un radar, ma fornisce un complemento specialmente ai radar direzionali. Esso rileva passivamente cannoni di artiglieria, mortai e cannoni di carro armato, con una copertura di 360 gradi, e può monitorare oltre 2000 km². HALO ha operato in aree urbane, sulle montagne dei Balcani, e nei deserti dell'Iraq.
Il sistema consiste di una schiera regolarmente distribuita sul territorio composta da fino a 12 sensori acustici di pressione, i quali possono calcolare i dati di localizzazione con una potenza di fino a 8 ricalcoli al secondo, per poi fornire i dati all'addetto al sistema. Assumendo una dispersione tipica del segnale rilevato dal sensore, tre o più sensori vanno a misurare l'onda di pressione, e di seguito la triangolazione effettuata dal computer di sistema può estrapolare una combinazione con un determinato marcatore, ed aiutare così i radar AN/TPQ-36 e TPQ-37 Firefinder, che non sono omnidirezionali, a focalizzarsi sulla direzione corretta finale.

##### UTAMS
Un altro sistema acustico è il Sensore Non Presidiato di MASINT Acustica Transiente dell'Esercito degli Stati Uniti (Unattended Transient Acoustic MASINT Sensor - UTAMS), che rileva i lanci di razzi e colpi di mortaio, e gli impatti dei proiettili. L'UTAMS è composto da tre a cinque schiere di sensori acustici, ciascuno dotato di quattro microfoni, un elaboratore, collegamento radio, alimentatore di potenza, e un computer laptop di controllo. L'UTAMS, che fu operativo per la prima volta in Iraq, fu inizialmente testato nel novembre 2004 presso la Base Operativa delle Forze Speciali (Special Forces Operating Base - SFOB), stanziata in Iraq. L'UTAMS fu impiegato assieme ai radar di contrartiglieria AN/TPQ-36 e AN/TPQ-37. Mentre l'UTAMS era pensato principalmente per il rilevamento indiretto dei fuochi di artiglieria, le Forze Speciali e i loro ufficiali di supporto alle operazioni di sparo, capirono che esso poteva rilevare con precisione le esplosioni di oggetti esplodenti improvvisati e gli scoppi di piccole granate lanciate o a mano o tramite razzo. Esso può rilevare Punti di Origine situati in un raggio fino a 10 km dal sensore.
L'analisi delle registrazioni dell'UTAMS e del radar rivelò numerosi elementi. La forza nemica stava sparando colpi di mortaio da 60mm durante le ore del pranzo, presumibilmente perché questo consentiva il maggior raggruppamento di personale e quindi la maggior possibilità di produrre pesanti perdite tra morti e feriti. Questo fatto di per sé sarebbe stato ovvio, ma questi sensori MASINT stabilirono le basi per la localizzazione delle posizioni di lancio nemiche.
Questo permise alle forze USA di spostare i mortai per colpire le stazioni di sparo, dare coordinate ai cannoni per le situazioni dove i mortai non potevano arrivare, e usare elicotteri d'attacco come copertura per entrambi i sistemi.
Il nemico cambiò tattica sparando di notte, e ancora si contrattaccò con mortai, artiglieria ed elicotteri. Quindi il nemico si spostò in un'area urbana, dove l'artiglieria USA non aveva il permesso di sparare, si usarono una combinazione di volantinaggio aereo con tecnica psicologica PSYOPS e una serie di colpi deliberatamente imprecisi a scopo intimidatorio, che convinsero gli abitanti della zona a non dare dimora ai gruppi combattenti con i mortai.

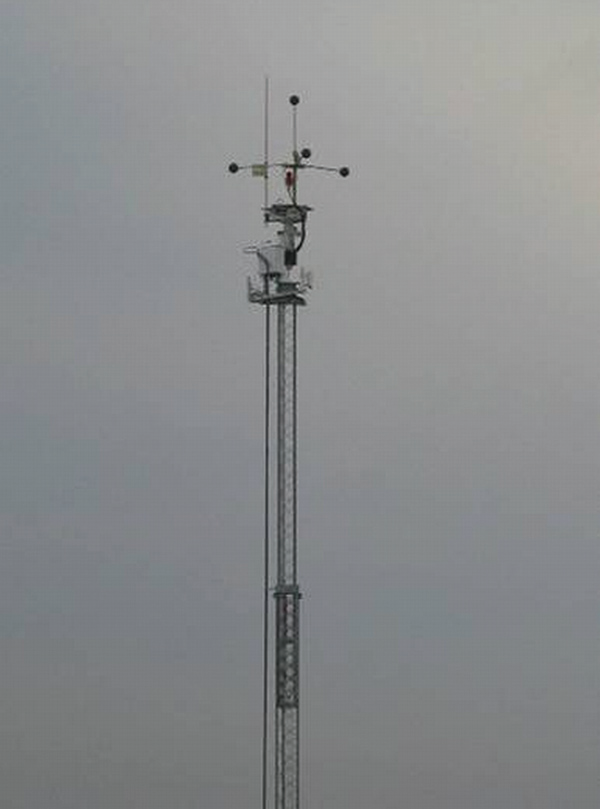
Schiera di sensori UTAMS montati su torre, componente di UTAMS in sistema Ricognitore di Lancio di Razzi

L'UTAMS fu combinato con la MASINT elettro-ottica, originariamente per una richiesta della Marina degli USA in Afghanistan, per produrre il sistema Ricognitore di Lancio di Razzi (Rocket Launch Spotter - RLS), MASINT elettro-ottica#Ricognitore di Lancio di Razzi.
Nell'applicazione di Ricognitore di Lancio di Razzi (RLS), ogni schiera di sensori consiste di quattro microfoni ed un apparecchio di elaborazione. Analizzando il ritardo temporale tra l'interazione del fronte di un'onda acustica con ognuno dei microfoni della schiera, l'UTAMS fornisce un azimuth di origine. L'azimuth proveniente da ogni torre è riportato all'elaboratore UTAMS situato nella stazione di controllo, e quindi viene triangolato e poi mostrato un punto di origine (Point Of Origin - POO). Il sottositema UTAMS può inoltre rilevare e localizzare il punto di impatto (Point Of Impact - POI), ma, a causa della differenza tra velocità del suono e della luce, l'UTAMS può richiedere fino a 30 secondi per determinare il POO di un razzo lanciato da 13 km. In questa applicazione, il componente elettro-ottico del RLS determinerà precedentemente il POO del razzo, mentre l'UTAMS farà poi meglio con la predizione relativa al mortaio.

### Sensori acustici passivi installati a mare (idrofoni)
I moderni idrofoni convertono il suono in energia elettrica, che quindi può essere sottoposta a ulteriori analisi di segnali, o può essere immediatamente trasmessa a una stazione ricevente. Essi possono essere direzionali oppure omnidirezionali.
Le Marine usano una varietà di sistemi acustici, specialmente passivi, in situazioni di guerra antisommergibile, sia tattica che strategica. Per quel che riguarda l'uso tattico, gli idrofoni passivi, ovvero sono-boe rilasciate da nave o fatte cadere da aereo, sono impiegate estensivamente. Essi possono rilevare bersagli situati molto più lontano che non i sonar attivi, ma generalmente non hanno la loro precisione di localizzazione, e possono eseguire un'approssimazione basandosi su una tecnica denominata Analisi di Movimento del Bersaglio (Target Motion Analysis - TMA). I sonar passivi hanno il vantaggio di non rivelare al nemico la posizione del sensore in quanto non emettono segnali.

Il Sistema Integrato di Sorveglianza Sottomarina (Integrated Undersea Surveillance System - IUSS) consiste in una combinazione di SOSUS, Fixed Distributed System (FDS), e Advanced Deployable System (ADS or SURTASS). La riduzione dell'importanza delle operazioni in mare aperto rispetto al periodo della Guerra Fredda, ha posto la SOSUS come primaria categoria di sensori di posizionamento in mare aperto, con i vascelli chiamati SURTASS, dedicati alla rilevazioni. Il SURTASS usa schiere più lunghe e più sensibili di sensori passivi montati su torre, che possono essere installati da vascelli manovratori, così come da sottomarini e destroyers. 

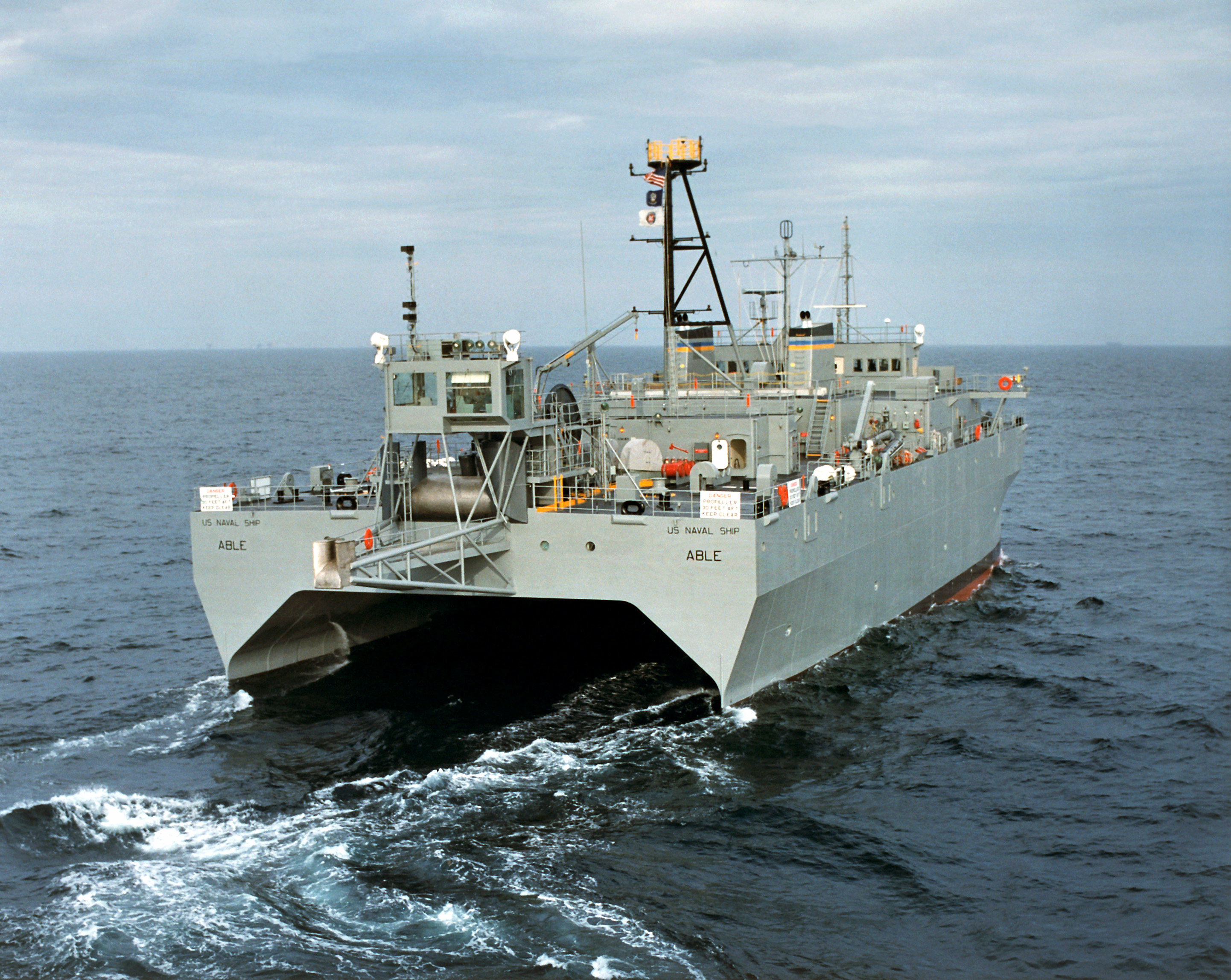
USNS Able (T-AGOS-20) aft view of SURTASS equipment.

 Oramai SURTASS viene anche associato con sonar Low Frequency Active (LFA).

#### Sensori acustici passivi sganciati da aereo
Le sono-boe passive, come la AN/SSQ-53F, possono essere direzionali oppure omnidirezionali, e possono essere impostate per stazionare a specifiche profondità. Esse possono essere fatte cadere da elicotteri e velivoli in pattugliamento marittimo come il P-3.

#### Sensori fissi acustici passivi sottomarini
Gli Stati Uniti fecero massicce installazioni di Sistemi di Sorveglianza Fissa (Fixed Surveillance System - FSS, conosciuti anche come SOSUS), sotto forma di schiere di idrofoni sul fondo dell'oceano, per seguire i sottomarini Sovietici e altri.

#### Sensori acustici passivi di superficie per navi
Dal punto di vista del solo rilevamento, le schiere di idrofoni su torre offrono un vasto parco di installazioni collaudate ed eccezionali capacità di misurazione. Le schiere su torre, comunque, non sono sempre fattibili, perché una volta installate le loro performance possono risentire di alte velocità o rapide rotazioni, oppure risentire di danneggiamento completo. Una schiera su torre di fabbricazione inglese allo stato dell'arte, contenente sia tecnologia passiva che attiva, è il Sonar 2087 di Thales Underwater Systems. Le schiere di sonar ruotabili montate sullo scafo o sulla prua normalmente possono avere sia la modalità passiva che attiva, come anche i sonar a profondità variabile. Lo scafo delle navi può essere equipaggiato con ricevitori avvisatori, per rilevare i sonar ostili.

#### Sensori acustici passivi per sottomarini
I sottomarini moderni posseggono sistemi multipli di idrofoni passivi, come ad esempio schiere ruotabili installate in una cupola sulla prua, oppure sensori fissi posti lungo le fiancate, o infine schiere su torre. Essi hanno inoltre ricevitori acustici specializzati, analoghi ai ricevitori avvisatori di radar, per allertare l'equipaggio dell'uso di sonar attivi contro il loro sottomarino.
I sottomarini statunitensi fecero estensivo uso di pattugliamenti clandestini per misurare le tracce dei sottomarini sovietici e dei vascelli in superficie. Queste missioni di MASINT acustica riguardarono sia i pattugliamenti di routine di sommergibili d'attacco, sia l'invio di sottomarini per captare le tracce di vascelli ben determinati. I tecnici antisommergibile statunitensi che operavano sulle piattaforme aeree, superficiali e sotto la superficie, disponevano di vaste librerie di tracciature acustiche di vascelli.
I sensori acustici passivi possono rilevare aeromobili che volano a pelo d'acqua.

### Sensori acustici passivi a terra (geofoni)
I sensori di MASINT acustica nel periodo della guerra nel Vietnam comprendevano "boe acustiche Acoubuoy (lunghe circa 90cm e pesanti circa 12 kg) calate giù tramite paracadute camuffati e intrappolati tra i rami degli alberi, dove pendevano per ascoltare. Le boe Spikebuoy (lunghe circa 180cm e pesanti circa 18 kg) invece si conficcavano nel terreno come giavellotti. Solo l'antenna, che assomigliava al gambo di un'erbaccia, era visibile sopra terra." Questo fa parte dell'Operazione Igloo White.
Una parte del AN/GSQ-187, Sistema avanzato con Sensore remoto per campo di battaglia (Improved Remote Battlefield Sensor System - I-REMBASS), è costituito da un sensore acustico passivo, che, assieme ad altri sensori MASINT, rileva veicoli e persone su un campo di battaglia. I sensori acustici passivi forniscono misure aggiuntive che possono essere comparate con tracce, ed usate per completare i dati di altri sensori. I controllori I-REMBASS si integreranno, approssimativamente nel 2008, con i sistemi di terra Prophet SIGINT/EW.

Ad esempio, un radar terrestre di ricerca può non essere in grado di discriminare tra un carro armato e un autotreno che si spostano alla stessa velocità. Sommando l'informazione acustica, invece, si può agevolmente distinguerli.

### Sensori acustici passivi e Misurazioni di supporto
I vascelli in combattimento, ovviamente, fanno un ampio uso del sonar attivo, che non è altro che un altro tipo di sensore acustico MASINT. A parte le ovvie applicazioni in guerra antisottomarino, i sistemi acustici attivi specializzati hanno un ruolo in:
- Mappatura del fondale marino per la navigazione e per evitare le collisioni. Questi sensori comprendono semplici misuratori di profondità, ma facilmente si passa a dispositivi che realizzano una mappatura tridimensionale sottomarina.
- Determinazione delle caratteristiche del fondale, per applicazioni che spaziano dalla comprensione delle sue proprietà di riflessione del suono, alla previsione del tipo di forme di vita marina che vi si possono trovare, alla conoscenza se una superficie è appropriata per l'ancoraggio oppure per l'utilizzo di vari equipaggiamenti che poggeranno sul fondale Differenti sensori ad apertura a sintesi sono stati costruiti in laboratorio ed alcuni sono entrati nell'uso di sminamento e di sistemi di ricerca. Una spiegazione del loro funzionamento è data alla voce sonar ad apertura a sintesi.

#### Superficie dell'acqua, Interferenza di pesci e Caratterizzazione del fondale
La superficie e il fondo dell'acqua sono elementi riflettenti e disperdenti. Grandi banchi di pesce, aventi aria nel loro apparato di vesciche di bilanciamento per il nuoto, possono inoltre avere un significativo effetto sulla propagazione acustica.
Per molte funzioni, ma non per tutte le applicazioni tattiche navali, la superficie aria-acqua può essere pensata come un riflettore perfetto. "Gli effetti del fondale e della superficie del mare sui sistemi acustici in acque basse sono estremamente complessi, rendendo la predizione delle distanze difficoltosa. La degradazione sui cammini multipli degrada la figura di merito generale e la classificazione attiva. Come conseguenza, sono frequenti le false identificazioni di bersagli."
La discrepanza dell'impedenza acustica tra l'acqua e il fondale, è generalmente molto minore che sulla superficie ed è più complessa. Ciò dipende dai tipi di materiale del fondo e la profondità degli strati d'acqua. Sono state sviluppate delle teorie per la predizione della propagazione del suono in questi casi, ad esempio da Biote da Buckingham..

##### Superficie dell'acqua
Con i sonar ad alta frequenza (sopra circa 1 kHz di frequenza) o quando il mare è mosso, una parte del suono incidente viene disperso, e di questo viene tenuto conto assegnando un coefficiente di riflessione la cui grandezza è inferiore all'unità.

Invece che misurare gli effetti sulla superficie direttamente da una nave, i MASINT radar, presenti in aeromobili o satelliti, possono dare misure migliori. Queste misure vengono poi trasmesse all'elaboratore di segnali acustici del vascello.

##### Sotto il ghiaccio
Per lo scopo di evitare collisioni e migliorare la propagazione acustica, un sottomarino ha bisogno di conoscere quanto si trova vicino al fondo del ghiaccio.. Meno ovvia risulta la necessità di conoscere la struttura tridimensionale del ghiaccio, in quanto può accadere che i sottomarini debbano romperlo per lanciare missili, oppure per alzare un pilone contenente sensori elettronici, oppure per portarsi interamente in superficie. L'informazione tridimensionale del ghiaccio può inoltre rivelare al capitano del sottomarino quale grado di rischio c'è perché velivoli da guerra antisommergibile riescano a rilevarlo sotto il ghiaccio per poi attaccarlo.

Le tecniche allo stato dell'arte consistono nel fornire il sottomarino con una visualizzazione tridimensionale del ghiaccio sopra di esso: la parte inferiore (il fondo del ghiaccio) e la calotta superiore. Siccome il suono si propaga in modo diverso nell'acqua ghiacciata e nell'acqua liquida, il ghiaccio deve perciò essere considerato come un volume, al fine di interpretare la natura dei riverberi al suo interno.

##### Fondale
Un semplice e comune dispositivo per la misura di profondità è il US AN/UQN-4A. Sia la superficie che il fondo dell'acqua sono elementi riflettenti e disperdenti. Sebbene in molti casi, queste superfici possano essere pensate come perfettamente riflettenti, nella realtà ci sono interazioni complesse tra il movimento della superficie dell'acqua, le caratteristiche del fondale, la temperatura e la salinità, e altri fattori che rendono queste misurazioni difficoltose.

Questo dispositivo comunque non dà informazioni sulle caratteristiche del fondale. Al riguardo, le attività di pesca commerciale e gli scienziati del mare possiedono equipaggiamenti che sono ritenuti fondamentali nelle operazioni in bassi fondali.

Diagramma di un sonar a scansione laterale con sonda su torre; le sue performance, pur maggiori di quelle di un sonar multiraggio montato su nave, sono praticamente simili

##### Effetti biologici sulle Riflessioni del sonar
Un'ulteriore complicazione è data dalla presenza di bolle generate dal vento o da banchi di pesce vicini alla superficie del mare.. Le bolle possono anche formare piume, che assorbono parte del suono sia incidente che disperso, nonché disperdere esse stesse parte del suono..
Questo problema è diverso dall'interferenza biologica causata dall'energia acustica generata dalle forme di vita marine, come i gemiti delle porpoises e altri cetacei, che viene captata dai ricevitori acustici. I marcatori associati ai generatori sonori biologici richiedono di essere differenziati rispetto a più mortali abitanti delle profondità. L'operazione di classificare i suoni biologici è un ottimo esempio di una procedura di MASINT acustica.

#### Mezzi da Combattimento di Superficie
Gli odierni mezzi di superficie che devono eseguire una missione ASW, hanno a disposizione una miriade di sistemi attivi, con schiere di sensori sia montate sullo scafo che a prua, protette dall'acqua da una cupola di gomma; un sonar a immersione a profondità variabile, e, specialmente su imbarcazioni più piccole, un generatore e ricevitore acustici fissi.

Molti vascelli, seppure non tutti, trasportano schiere passive montate su torre, o schiere attive/passive in combinazione. Ciò dipende dal rumore prodotto dal bersaglio, in quanto, nell'ambiente litoraneo si può avere un elevato rumore ambientale, contro la presenza di sottomarini ultrasilenziosi. Le imbarcazioni su cui sono installate schiere su torre, non possono eseguire manovre di repentino cambio di rotta. Specialmente quando sono montati i componenti attivi, le schiere possono essere considerate come sensori bi-statici o multi-statici, e si comportano in modo equivalente ai sonar ad apertura di sintesi (synthetic aperture sonar - SAS).

Per quanto riguarda le navi che lavorano in cooperazione con gli aeroplani, esse hanno bisogno di un collegamento di trasmissione dati con le boe sonore e con l'elaboratore di segnali a loro associato, a meno che l'aeroplano non contenga elevate capacità di elaborazione e perciò possa esso stesso inviare informazioni che possono essere direttamente acquisite da computer tattici e display militari.

Gli elaboratori di segnale analizzato non solo i dati, ma tengono costantemente sotto controllo le condizioni di propagazione. Il suddetto sensore è normalmente considerato come una parte di uno specifico sonar, ma la Marina degli Stati Uniti possiede un predittore separato di propagazione, chiamato AN/UYQ-25B(V), Sistema di Sonar "in situ" Stimatore (Sonar in situ Mode Assessment System - SIMAS).

I Classificatori ad Inseguimento di Eco (Echo Tracker Classifiers - ETC) sono componenti aggiuntivi, con un'evidente impostazione MASINT, agli esistenti sonar montati su nave in superficie. L'ETC è un'applicazione di un sonar ad apertura di sintesi SAS. I SAS sono già utilizzati per la ricerca delle mine, ma possono aiutare i preesistenti mezzi di combattimento di superficie, così come imbarcazioni future e veicoli automatici di superficie (Unmanned Surface Vehicles - USV); inoltre possono rilevare minacce, come quelle derivanti da ultra silenziosi sottomarini a propulsione non-nucleare e non dipendente dall'aria come comburente, che sono fuori portata dei siluri. Si calcoli che, specialmente in acque basse, la portata dei siluri è considerata non più di circa 19 km (10 miglia marine).

I sonar attivi convenzionali possono risultare più efficaci rispetto alle schiere montate su torre, ma la poccola dimensione dei moderni sottomarini specifici per acque litorali, li rende delle minacce difficili da scoprire. Le conformazioni fortemente variabili del fondale, elementi biologici, e altri fattori, complicano il rilevamento del sonar. Se il bersaglio è in movimento lento o fermo in attesa sul fondale, esso produce poco, o totalmente nullo, effetto Doppler, che viene sfruttato dai sonar per riconoscere gli oggetti.

La misurazione attiva e continuativa delle tracce di tutti gli oggetti rilevati acusticamente, attraverso il riconoscimento dei marcatori specifici dell'oggetto, data dalle deviazioni dal rumore ambientale, dà comunque un'alta percentuale di falsi allarmi (False Alarm Rate - FAR), rispetto ai sonar convenzionali. L'elaborazione SAS, comunque, migliora la risoluzione, specialmente in misure di azimuth, attraverso il raggruppamento dei dati provenienti da impulsi multipli in un unico fascio di sintesi, che simula l'effetto di un ricevitore più grande.

I SAS orientati alla MASINT misurano le caratteristiche della forma ed eliminano gli oggetti rilevati acusticamente che non sono conformi ai marcatori associati alla minaccia nemica. Il rilevamento della forma è solo uno degli elementi che compongono un marcatore, che invece include anche la direzione e i dati Doppler, quando disponibili.

#### Boe sonore (sono-boe) attive fatte cadere in volo
Le sono-boe attive, che contengono un sonar trasmittente e ricevente, vengono rilasciate da velivoli ad ala fissa in pattugliamento marittimo (ad es. P-3, Nimrod, Y-8 Cinese, varianti Russe e Indiane di Bear ASW), elicotteri antisommergibile, e velivoli antisommergibile su nave portaerei (ad es. S-3). Mentre sono stati fatti alcuni tentativi di impiegare altri velivoli come semplici trasportatori di sono-boe, l'opinione generale è che questi velivoli è più conveniente possano anche inviare comandi alle sono-boe, e poi ricevere, ed anche - fino ad un certo punto - elaborare, i segnali che essi rispondono. 

Il Sistema di Sono-boe con Idrofono Direzionale Attivato su Comando (Directional Hydrophone Command Activated Sonobuoy System - DICASS), sia genera il suono, che lo ascolta. Un moderno modello di sono-boa attiva, come il AN/SSQ 963D, genera frequenze acustiche multiple.. Altre sono-boe attive, come il AN/SSQ 110B, generano piccole esplosioni per sfruttarle come sorgenti di energia acustica.

#### Sonar ad immersione aviotrasportati
Gli elicotteri antisommergibile possono trasportare una testata di sonar in immersione, attaccata all'estremità di un cavo, che l'elicottero può sollevare o immergere nell'acqua. L'elicottero normalmente immergerà il sonar quando deve provare a localizzare un sottomarino bersaglio, di solito in cooperazione con altre piattaforme ASW o con sono-boe. Invece, l'elicottero solleverà la testata dopo aver sganciato una bomba ASW, per evitare di danneggiare il sensore ricevente. Non tutte le varianti dello stesso tipo di elicottero portano sonar a immersione, anche se assegnate ad ASW; alcuni devono fare un compromesso tra peso del sonar e maggior capacità di portare sono-boe o armi.

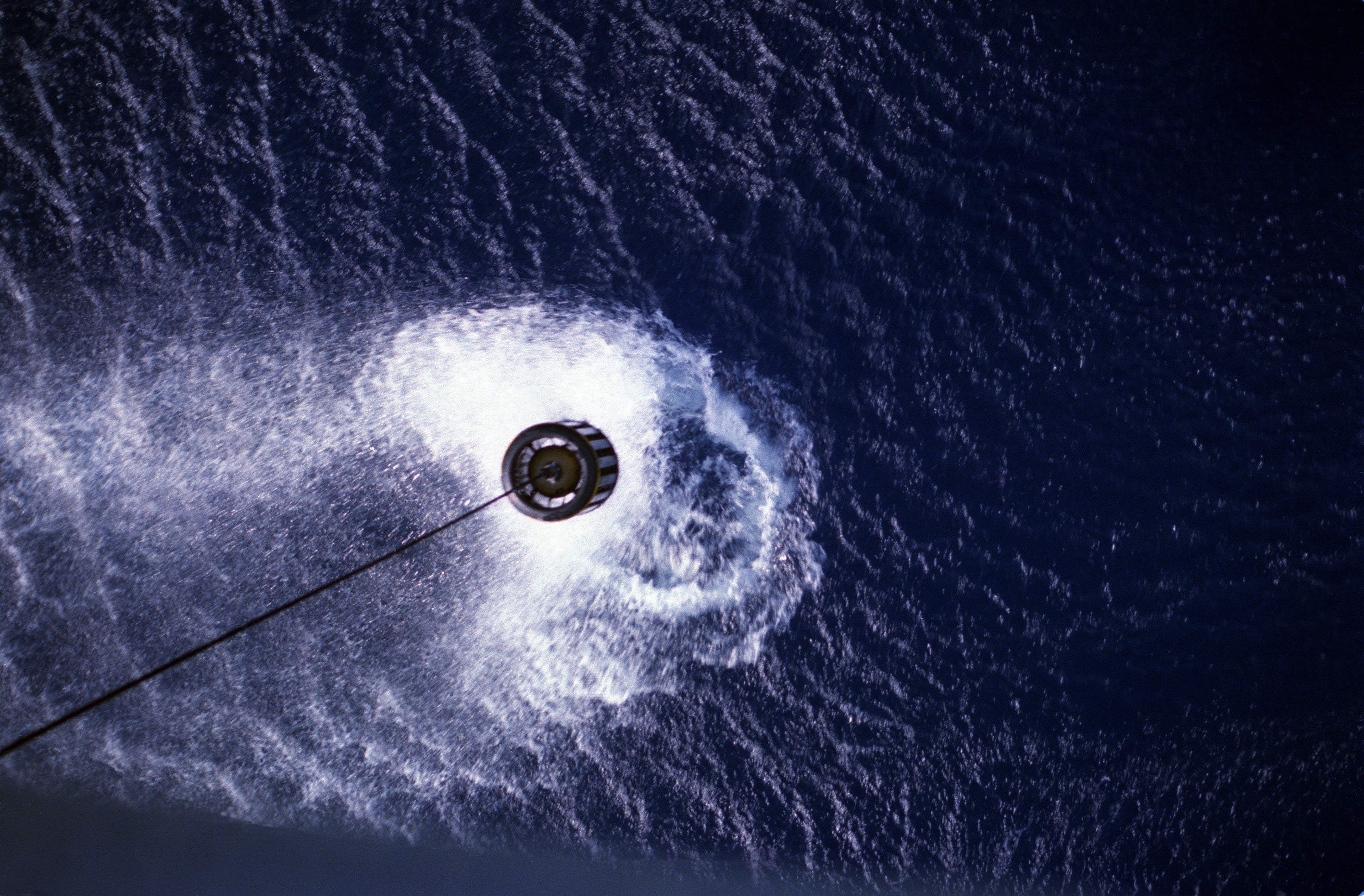
Sonar ad immersione AN/AQS-13 sganciabile da un H-3 Sea King, usato da numerosi paesi e prodotto in Italia, Giappone, e Regno Unito

L'elicottero EH101, usato da una serie di nazioni, ha una variante per i sonar ad immersione. La versione in uso alla Marina Reale Britannica ha un sonar Ferranti/Thomson-CSF, mentre la versione Italiana usa il HELRAS. L'elicottero russo Ka-25 trasporta sonar ad immersione, così come l'elicottero US LAMPS SH-60, che trasporta un sonar ad immersione AQS-13F, più un elaboratore AN/SQQ-28(V)10 per le sono-boe attive che esso sgancia.

#### Vascelli di Sorveglianza con tecnologia Attiva in Bassa frequenza
Gli ultimi sistemi con tecnologia Attiva in Bassa frequenza (Low-Frequency Active - LFA) hanno sollevato controversie, in quanto le loro elevatissime pressioni sonore possono essere pericolose per le balene ed altre forme di vita marina. È stata presa la decisione di impiegare gli LFA sui vascelli SURTASS, dopo una valutazione di impatto ambientale che indicava che, se gli LFA venivano usati con livelli di potenza ridotti in determinate aree ad alto rischio per la vita marina, essi sarebbero sicuri quando usati da una nave in movimento. Il movimento della nave e la variabilità del segnale LFA limiterebbe l'esposizione al rischio per i singoli animali marini. Un LFA opera nella banda acustica di bassa frequenza di 100–500 Hz. È formato da un componente attivo, per l'appunto LFA, e dalla schiera di idrofoni passivi SURTASS. "Il componente attivo del sistema, il LFA, è un gruppo di 18 elementi, detti proiettori, ognuno è una sorgente di emissione acustica in bassa frequenza, e sono sospesi tramite un cavo al di sotto di un vascello oceanografico di sorveglianza, come il Research Vessel (R/V) Cory Chouest, USNS Impeccable (T-AGOS 23), e il Victorious class (TAGOS 19 class)."

"Il livello di emissione di un singolo proiettore è 215dB. Questi proiettori producono il segnale attivo del sonar, detto "ping". Un singolo ping, o trasmissione, ha una durata tra 6 e 100 secondi. L'intervallo di tempo tra singole trasmissioni è normalmente tra 6 e 15 minuti, con una trasmissione media di 60 secondi. Il duty cycle medio (rapporto tra il tempo di suono attivo e tempo totale) è meno del 20%. Il duty cycle tipico, basato su parametri storici (2003-2007) è di solito tra 7,5% e 10%."

Il segnale "... non è un tono continuo, piuttosto una trasmissione di forme d'onda che variano in frequenza e durata. La durata di ogni trasmissione di suono in frequenza continua è di solito di 10 secondi o meno. I segnali risultano forti alla sorgente, ma il loro livello diminuisce rapidamente dopo il primo kilometro."

#### Sensori Acustici Attivi per Sottomarini
Il sonar tattico attivo principale di un sottomarino è posizionato a prua, coperto da una cupola protettiva. I sottomarini in mare aperto usano sistemi attivi come il AN/SQS-26; è stato sviluppato pure il AN/SQS-53, ma era progettato per zone di convergenza e ambienti su cui eseguire un singolo test sul fondale.

I sottomarini che operano nell'Artico hanno inoltre dei sonar specializzati per le operazioni sotto il ghiaccio; questi sonar si possono pensare come dei misuratori di profondità al contrario.
 I sottomarini possono anche avere sonar per la ricerca delle mine. Sfruttando le misurazioni per discriminare tra marcatori di elementi biologici e marcatori di altri oggetti che potrebbero affondare per sempre il sottomarino è, come si può immaginare, un'applicazione MASINT altamente critica.

#### Sensori Acustici Attivi per Ricerca di Mine
I sonar, ottimizzati per rilevare oggetti della dimensione e della forma di una mina, possono essere trasportati da sottomarini, da veicoli manovrati da remoto, da vascelli di superficie (spesso montati su un albero o attaccati a un cavo) o da elicotteri specializzati.

Il tipico rilievo dato finora allo sminamento, che consiste nel far detonare sparando contro la mina dopo averla svuotata della sua miscela esplodente, è stato sostituito dal sistema di neutralizzazione di mine AN/SLQ-48(V)2 con il veicolo (MNS)AN/SLQ-48, manovrato da remoto. Questo fa un buon lavoro nel disinnescare le mine in acque profonde, piazzando cariche esplosive sulla mina e/o sulla sua miscela esplodente. Il AN/SLQ-48 non è valido invece per le acque basse: esso tende ad essere sottoalimentato e può lasciare sul fondale la sua carica esplodente, che in seguito può essere scambiata per una mina nemica dai sonar nonché esplodere se sollecitata da un impatto adeguato.

### Rilevazione acustica di grandi esplosioni
Un insieme di sensori sincronizzati temporalmente possono fornire una caratterizzazione di esplosioni convenzionali o nucleari. Uno studio pilota, è costituito dal Radio-interferometro attivo per la Sorveglianza delle Esplosioni (Active Radio Interferometer for Explosion Surveillance - ARIES). Questa tecnica implementa un sistema operativo di monitoraggio delle onde di pressione nella ionosfera, risultanti dagli effetti di esplosivi chimici o nucleari sulla superficie terrestre o in atmosfera. Le esplosioni producono onde di pressione che possono essere rilevate misurando le variazioni di fase tra i segnali generati da stazioni di terra attraverso due diversi percorsi verso un satellite. Questa è una versione più moderna, su più larga scala, delle misurazioni sonore nella Prima Guerra Mondiale.

Come succede per molti sensori, l'ARIES può essere usato per altri scopi. Sono state instaurate delle collaborazioni con il Centro previsioni meteorologiche per le missioni spaziali, per usare i dati dell'ARIES per le misurazioni del contenuto totale di elettroni su scala mondiale, e con la comunità meteorologica e per la salvaguardia ambientale globale, per monitorare i cambiamenti climatici del globo attraverso le misurazioni del contenuto di vapore acqueo nella troposfera, e dalla comunità per la fisica generale della ionosfera per studiare lo spostamento dei disturbi ionosferici.
I sensori posti abbastanza vicini a un evento nucleare, o a un test di forte esplosione per la simulazione di un'esplosione nucleare, possono rilevare con l'utilizzo di metodi acustici la pressione prodotta dalla detonazione. Questi comprendono microbarografi a infrasuoni (sensori di pressione acustica) che rilevano onde sonore a bassissima frequenza nell'atmosfera, prodotte da eventi naturali o causati dall'uomo.

Molto simili ai microbarografi, ma che rilevano onde di pressione nell'acqua, sono i sensori idro-acustici, che possono essere sia microfoni sott'acqua che sensori sismici per il rilevamento dello spostamento di isole.

## MASINT Sismica
Il Manuale di Campo 2-0 dell'Esercito degli Stati Uniti, definisce l'intelligence sismica come "La registrazione passiva e la misurazione di onde sismiche o vibrazioni nella superficie terrestre." Una delle applicazioni strategiche dell'intelligence sismica, fa uso della scienza della sismologia per localizzare e caratterizzare i test nucleari, specialmente quelli sotterranei. I sensori sismici possono inoltre caratterizzare grandi esplosioni convenzionali che sono impiegate per il test dei componenti altamente esplosivi delle armi nucleari. L'intelligence sismica può inoltre aiutare a localizzare l'attività correlata alla costruzione di grandi strutture sotterranee.
Dato che molte aree del globo hanno una grande quantità di attività sismica naturale, la MASINT sismica deve essere considerata come un'attività di lungo termine, al fine eseguire misurazioni continue, anche in tempo di pace, così che i marcatori degli eventi sismici naturali sono noti prima che sia necessario analizzare le variazioni da questi marcatori, che sono ritenuti stabili, per scoprire eventi sismici bellici generati dall'uomo.

### MASINT Sismica Strategica
Ai fini del rilevamento di test nucleari, l'intelligence sismica è limitata dal "principio di soglia" coniato nel 1960 da George Kistiakowsky, il quale stabilì che, mentre la tecnologia del rilevamento continua a migliorare, ci sarà una soglia sotto la quale le piccole esplosioni non possono essere rilevate..

### MASINT Sismica Tattica
Il sensore più comune nel periodo della guerra in Vietnam, facente parte della serie di sensori remoti "McNamara", fu il ADSID (Air-Delivered Seismic Intrusion Detector - Rilevatore Sismico di Intrusione portato da aereo), che era sensibile ai movimenti del terreno per rilevare persone e veicoli. Assomigliava allo Spikebuoy, eccetto che era più piccolo e leggero (lunghezza circa 80 cm, peso circa 11 kg).
La sfida per i sensori sismici (e per gli analisti) era non tanto rilevare persone e automezzi, quanto "separare i falsi allarmi generati da vento, tuoni, pioggia, tremori terrestri, e animali, specialmente rane."

## MASINT di Vibrazione
Questa sottodisciplina è chiamata anche "MASINT piezoelettrica, a causa del sensore usato più spesso per percepire vibrazioni, anche se i sensori di vibrazione non devono essere necessariamente piezoelettrici. Si noti che alcune trattazioni classificano i sensori sismici e di vibrazione come un sottoinsieme della MASINT acustica. Altre possibili varianti di sensori possono essere a bobina mobile o ad onda acustica superficiale.. Le vibrazioni, intese come forma di energia geofisica da rilevare, hanno delle similitudini con la #MASINT Acustica e la #MASINT Sismica, ma hanno anche differenze distintive che li rendono utili specialmente come sensori di suolo non presidiati (Unattended Ground Sensors - UGS). Nelle applicazioni UGS, un vantaggio dei sensori piezoelettrici consiste nel fatto che essi generano elettricità quando stimolati, piuttosto che consumarne: una considerazione importante per i sensori remoti, la cui durata di funzionamento è determinata dalla capacità della loro batteria.
Mentre i segnali acustici in mare viaggiano attraverso l'acqua, sulla terra essi possono essere considerati come provenire attraverso l'aria. Le vibrazioni su terra comunque, sono condotte attraverso un mezzo solido; esse contengono frequenze più alte, e ciò è una caratteristica dei segnali sismici.
Un tipico sensore, il sensore di vibrazione Thales MA2772, è un cavo piezoelettrico, interrato poco profondamente sotto la superficie del suolo, ed esteso per 750 metri. Sono disponibili due varianti, una versione ad alta sensibilità per il rilevamento di persone, e una a minore sensibilità per rilevare veicoli. Utilizzando due o più sensori si riesce a determinare la direzione del movimento, valutando la sequenza in cui i sensori scattano.
Oltre ad essere interrati, i sensori sotto forma di cavo possono anche essere usati come elemento di una recinzione ad alta sicurezza.
Essi possono essere incassati nei muri o in altre strutture che necessitano essere protette.

## MASINT Magnetica
Il magnetometro è uno strumento scientifico usato per misurare la forza e/o la direzione del campo magnetico presente nelle vicinanze dello strumento. Le misurazioni che essi compiono possono essere confrontate con i marcatori associati a veicoli su terreno, a sottomarini sott'acqua, e ad attività atmosferica di propagazione radio. Essi si presentano in due tipologie di base:
- magnetometri scalari, che misurano la forza totale del campo magnetico in cui sono immersi
- magnetometri vettoriali, che hanno la capacità di misurare la componente del campo magnetico in una certa

direzione.
Il magnetismo terrestre varia da luogo a luogo, e le differenze nel campo magnetico terrestre (la magnetosfera) possono essere dovute a due fattori:
- la differente natura delle rocce
- l'interazione tra le particelle cariche, provenienti dal Sole, e la magnetosfera

I metal detector sfruttano il principio dell'induzione magnetica per rilevare i metalli. Essi possono inoltre determinare i cambiamenti nei campi magnetici preesistenti, causati da oggetti metallici.

### Indicatori a Spira Magnetica per il Rilevamento di Sottomarini
Uno dei primi mezzi per rilevare sottomarini in immersione, installati per primi dalla Marina Reale Britannica nel 1914, consistette nell'effetto dovuto al loro passaggio sopra un indicatore a spira magnetica anti-sommergibile, posta sul fondo di una massa d'acqua. Un oggetto di metallo che passava sopra di essa, come un sottomarino, aveva abbastanza forza magnetica, anche se era stato prima sottoposto a degauss (smagnetizzazione), per indurre una corrente elettrica sul filo di cui era costituita la spira.
In questo caso, il movimento del sottomarino, fatto di metallo, attraverso la spira indicatrice, funziona come un oscillatore, producendo corrente elettrica.

### MAD
Un rilevatore di anomalie magnetiche (magnetic anomaly detector - MAD) è uno strumento usato per percepire minuscole variazioni nel campo magnetico terrestre. Il termine si riferisce specificatamente ai magnetometri usati dalle forze militari per rilevare sottomarini (una massa di materiale ferromagnetico crea nel campo magnetico una perturbazione misurabile). I MAD furono impiegati inizialmente per scoprire sottomarini durante la Seconda Guerra Mondiale.
Gli apparecchi MAD furono usati dalle forze anti-sommergibile sia Giapponesi che Statunitensi, sia portate su torri dalle navi oppure montate su aeromobili, per scoprire sottomarini nemici in immersione poco profonda. Dopo la guerra, la Marina militare USA continuò a sviluppare i dispositivi MAD in parallelo con le tecnologie di rilevamento a sonar.
Per ridurre le interferenze dovute a apparecchiature elettriche oppure al metallo della fusoliera degli aerei, il sensore MAD è posizionato all'estremità di un lungo supporto o su una torretta aerodinamica. Anche così, il sottomarino deve essere molto vicino alla posizione dell'aereo e accostato alla superficie del mare, affinché si riesca a captare un cambiamento o un'anomalia. La distanza in cui poter effettuare la rilevazione è di solito correlata alla distanza tra il sensore e il sottomarino; un altro elemento determinante è la stazza e la composizione dello scafo. I dispositivi MAD sono usualmente montati su aeromobili oppure elicotteri.

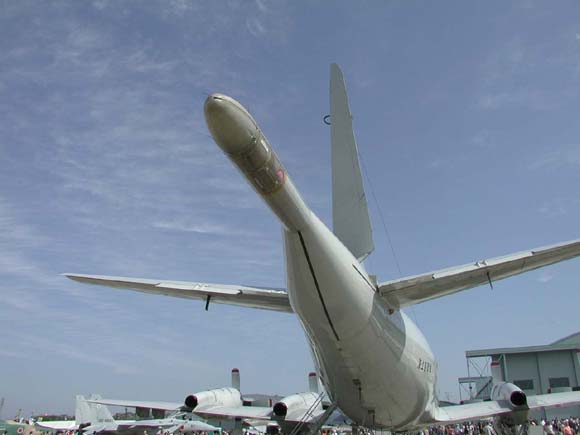
Supporto posteriore con MAD su un P-3C

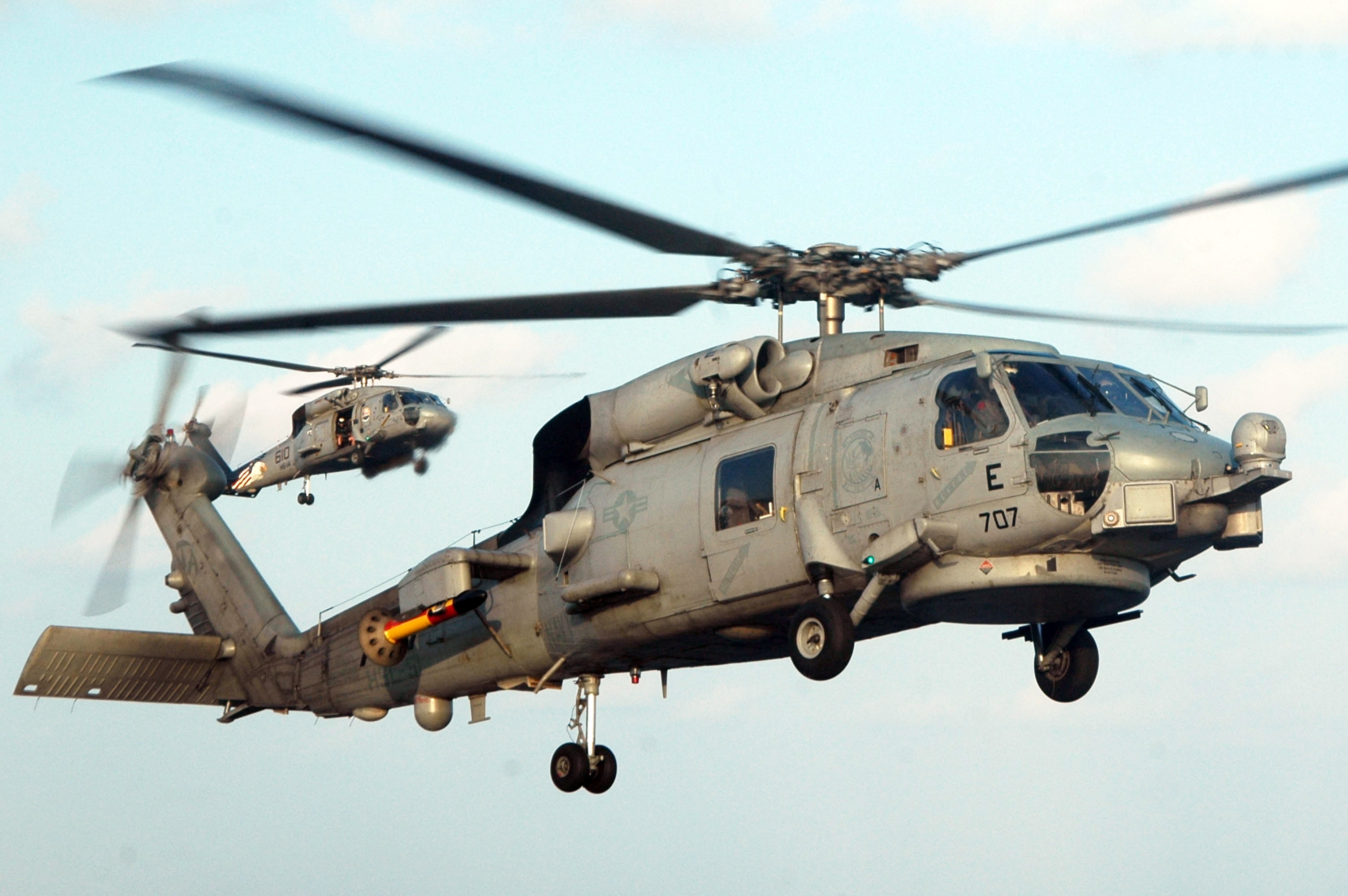
L'elicottero SH-60B Seahawk trasporta una schiera di MAD posti su una torretta di colore arancione, conosciuta come ‘MAD bird’, visto dalla poppa della fusoliera.

C'è una scarsa comprensione del meccanismo di rilevamento dei sottomarini in acqua, utilizzando il sistema di MAD su supporto. La variazione del momento magnetico è evidentemente la maggiore fonte di perturbazione, ma nonostante questo i sottomarini sono rilevabili anche quando sono orientati parallelamente al campo magnetico terrestre, pure se sono costruiti con scafi in materiale non-ferromagnetico.
Ad esempio, i sottomarini Sovietici-Russi di classe Alfa furono costruiti in titanio. Questo materiale forte e leggero, così come un sistema unico di propulsione nucleare, permisero al sottomarino di superare i record di velocità e profondità tra le imbarcazioni operative. Si pensava che il titanio, materiale non ferroso, avrebbe ingannato i sensori magnetici ASW, ma ciò non accadde con i MAD. Questi sensori non captano direttamente le deviazioni del campo magnetico terrestre, piuttosto essi possono essere descritti come schiere di rilevatori a lungo raggio di campo elettromagnetico, di grande sensibilità.
Un campo elettrico viene generato quando dei conduttori sono sottoposti a variazioni delle condizioni fisiche ambientali, supponendo che essi sono contigui e dotati di massa sufficiente. Soprattutto negli scafi dei sottomarini, si verifica una differenza di temperatura misurabile tra il fondo e la sommità, che provoca un'associata differenza di salinità, dato che quest'ultima è correlata alla temperatura dell'acqua. A sua volta, la differenza di salinità crea un potenziale elettrico attraverso lo scafo. Di conseguenza fluisce una minima corrente elettrica, localizzata sullo scafo tra le lamine di acqua salata marina, separate in temperatura e profondità. Il campo elettrico dinamico risultante si associa a un campo elettromagnetico, e alla fine anche uno scafo in titanio diviene rilevabile da uno strumento MAD, e pure anche una nave, sempre per le stesse ragioni.

### Rilevatori di veicoli
Il Sistema di sorveglianza in campo di battaglia posizionato remotamente (Remotely Emplaced Battlefield Surveillance System - REMBASS) è un programma dell'Esercito USA per il rilevamento di presenza, velocità, e direzione di oggetti in ferro, come ad esempio i carri armati. Accoppiati con sensori acustici che riconoscono i marcatori sonori dei carri armati, essi dimostrano grande accuratezza. Essi raccolgono inoltre dati meteorologici.
Il sensore REMBASS migliorato AN/GSQ-187 (Improved Remote Battlefield Sensor System - I-REMBASS) dell'Esercito USA, comprende sia rilevatori di intrusione solo magnetici, che combinati infrarosso passivo + magnetico. Il sensore magnetico piazzabile a mano DT-561/GSQ "rileva veicoli (cingolati o su ruote) e persone che trasportano metallo ferroso. Essi inoltre forniscono informazioni su cui basarsi per conteggiare gli oggetti che passano nella sua zona di influenza e ne riportano la direzione di spostamento, correlata alla loro posizione." Il registratore utilizza due differenti sensori (magnetico e infrarosso) e i loro codici di identificazione per determinare la direzione dello spostamento.

### Detonatori magnetici e contromisure
Gli attuali sensori magnetici, ben più sofisticati delle primitive spire a induzione, possono far scattare l'esplosione di mine o siluri. Già nella Seconda Guerra Mondiale, gli Stati Uniti cercarono di spingere la tecnologia dei detonatori magnetici per siluri, molto più in là dei limiti di quel periodo, al punto di doverne bloccare l'uso a causa del rischio, per poi lavorare sulle altrettanto inaffidabili spolette a contatto, il tutto per rendere i siluri qualcosa più di uno stupido oggetto che si schiantava sugli scafi.
Dato che l'acqua è un materiale incomprimibile, un'esplosione che avviene sotto la carena di un'imbarcazione è molto più distruttiva di una a pelo d'acqua. I progettisti di siluri e mine studiano come posizionare l'esplosione in questo punto vulnerabile, mentre i progettisti delle contromisure cercano di nascondere i marcatori magnetici che identificano l'imbarcazione. I marcatori sono in questo caso molto importanti, dato che le mine possono essere rese selettive per le sole navi da guerra, visto che è improbabile che le navi mercantili siano rinforzate contro le esplosioni sottacqua, oppure rese selettive per sottomarini.
Una semplice contromisura, cominciata nella Seconda Guerra Mondiale, fu l'operazione di degaussing, ma comunque è impossibile rimuovere tutti gli effetti magnetici di imbarcazioni o sottomarini.

### Rilevazione di mine terrestri
Spesso le mine terrestri contengono abbastanza materiali ferrosi da essere rilevabili con sensori magnetici appropriati. Le mine più sofisticate, comunque, riescono anche a percepire l'effetto dell'oscillatore del metal-detector, e, sotto condizioni preprogrammate, esplodere per intimorire il personale che esegue lo sminamento.

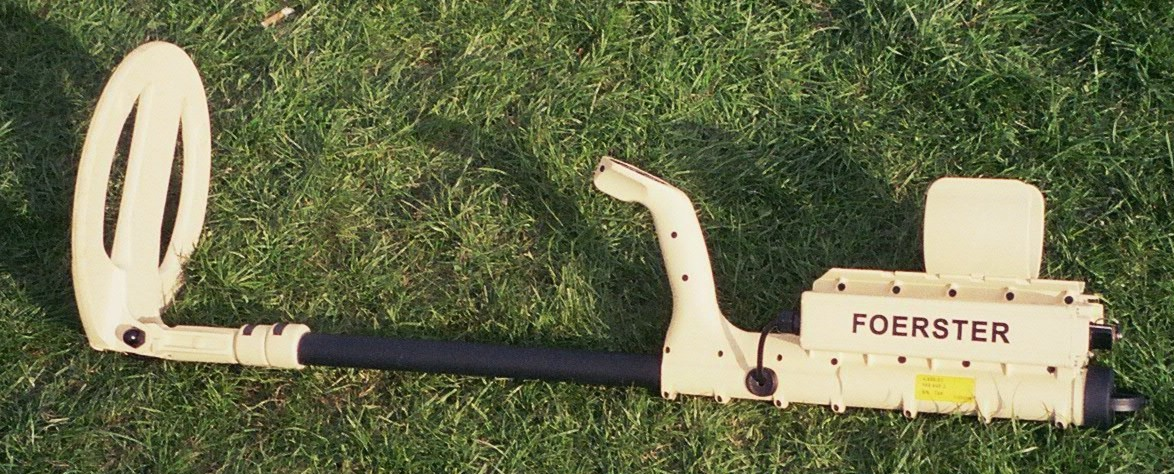
Il Foerster Minex 2FD 4.500 Metal detector utilizzato dall'Esercito Francese.

Non tutte le mine terrestri contengono abbastanza metallo da far attivare un rilevatore magnetico. Mentre sfortunatamente il maggior numero di campi minati non mappati risulta in zone del mondo che non possono permettersi le alte tecnologie necessarie, un certo numero di sensori MASINT possono risultare utili allo sminamento. Questi includono i radar per la mappatura del suolo, le immagini multispettrali e termiche, e forse i radar ad apertura di sintesi, per rilevare i punti del suolo che presentano disuniformità.

## MASINT Gravitimetrico
Gli studenti di fisica delle scuole superiori imparano che il valore della gravità è di 9.8 m/s2, oltre che imparare che l'equazione di Newton prevede che la gravità è in funzione della massa. Avendo a disposizione una strumentazione sufficientemente sensibile, è possibile rilevare variazioni nella gravità derivanti dalle densità differenti dei materiali naturali: il valore della gravità risulterà maggiore sulla sommità di un monolite di granito, che non su una spiaggia sabbiosa. Sempre con la strumentazione suddetta, è possibile rilevare differenze gravitazionali tra rocce integre e rocce scavate per edifici nascosti.
Il documento "Streland 2003" puntualizza come la strumentazione debba essere sensibile: le variazioni della forza di gravità sulla superficie terrestre risultano dell'ordine di 10−6 sul valore medio. Un rilevatore gravitimetrico di edifici interrati, per essere efficace, dovrebbe essere in grado di misurare "meno di un milionesimo della forza che causò la caduta della mela sulla testa di Sir Isaac Newton." Nella pratica, il sensore dovrebbe essere utilizzabile anche in movimento, per la misurazione dei cambiamenti di gravità tra diverse località. Questo cambiamento associato alla distanza è chiamato "gradiente di gravità", che viene misurato con uno strumento chiamato "gradiometro di gravità".
Lo sviluppo di un gradiometro di gravità, realmente operativo e utilizzabile, è una sfida tecnica di grande portata. Un tipo, il gradiometro superconduttore a interferenza quantistica (SQUID - Superconducting Quantum Interference Device), riesce ad ottenere una sensibilità adeguata, ma richiede un estremo raffreddamento criogenico, pure nello spazio, il che si configura come un'impresa logistica sovrumana. Un'altra tecnica, molto più pratica dal punto di vista operativo, è la tecnica sperimentale di analisi climatica e gravitazionale (Gravity Recovery and Climate Experiment - GRACE) che attualmente utilizza il radar per misurare la distanza tra una coppia di satelliti, la cui orbita cambia in base alla gravità. La sostituzione del radar con il LASER, potrebbe rendere il GRACE più sensibile, ma probabilmente non abbastanza.
Una tecnica più promettente, suppur ancora in laboratorio, è la gradiometria quantistica, che è un'estensione delle tecniche usate con gli orologi atomici, specificatamente quelli usati nei GPS. Gli orologi atomici più comuni misurano i cambiamenti delle onde atomiche nel tempo invece che i cambiamenti spaziali misurati in un gradiometro quantistico di gravità. Un vantaggio di usare il GRACE nei satelliti è che le misure possono essere fatte da numerosi punti di vista in vari momenti, con un miglioramento ottenibile dai radar ad apertura di sintesi e dai sonar. Comunque, trovare strutture di origine umana profondamente interrate è un problema più complicato che non quello dato dall'obiettivo di trovare depositi minerali o correnti oceaniche.
Per rendere tutto ciò realizzabile operativamente, ci dovrebbe essere un sistema di lancio per mettere in orbita polare dei satelliti piuttosto pesanti, e il maggior numero possibile di stazioni terrestri per ridurre la necessità di grandi capacità di memorizzazione per i dati che i sensori producono. Infine, deve esserci un modo per convertire le misure in una forma tale che può essere confrontata tra i marcatori disponibili nei data base geodetici. Questi data base richiederebbero un importante miglioramento, a partire dai dati misurati, per divenire sufficientemente precisi in modo che i marcatori di una costruzione interrata verrebbero ben evidenziati.